# Heilig Hartkerk (Brasschaat)

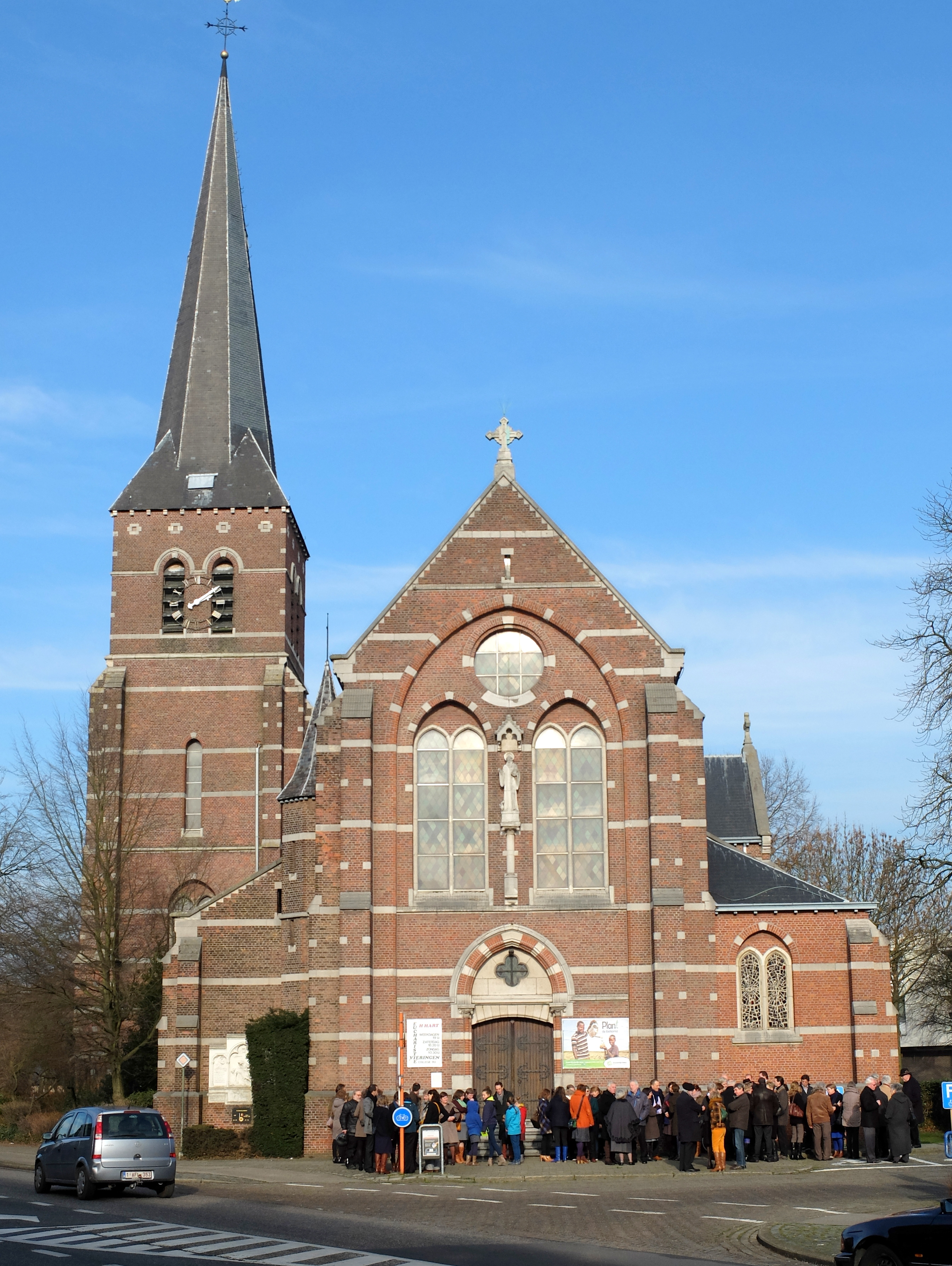
Heilig Hartkerk

De Heilig Hartkerk is een parochiekerk in de tot de Antwerpse gemeente Brasschaat behorende wijk Vriesdonk, gelegen aan de Kapelsesteenweg 216.

## Geschiedenis
De parochie, die ook het in Ekeren gelegen deel van de wijk Donk omvat, werd opgericht in 1886. Graaf Alfred de Baillet schonk de grond voor de kerk, die van 1888-1890 werd gebouwd naar ontwerp van Louis Gife.
Om de kerk te bouwen werd de Donkse Steenweg tussen de Oude Baan in Ekeren en de rest van de Donkse Steenweg in Brasschaat onderbroken. Het verkeer volgt nu een omweg.
Tijdens de Tweede Wereldoorlog werd de kerk zwaar beschadigd, en hersteld van 1946-1954.

## Gebouw
Het betreft een naar het noordoosten georiënteerd, bakstenen kerkgebouw in neogotische stijl. Zandsteen werd gebruikt voor banden en verdere decoratie. Het is een driebeukige basilicale kruiskerk.
De kerk heeft een naastgebouwde toren en een driezijdig afgesloten koor.